# ジャスティン・ホーリン
ジャスティン・ホーリン（Justin Whalin,  1974年9月6日 - ）は、アメリカ合衆国の俳優である。

## 来歴
1974年、カリフォルニア州サンフランシスコ生まれ。母親は教師で、父親は不動産鑑定士だった。11歳のころから役者活動を開始しており、American Conservatory Theaterで演劇を学んだ。1988年にテレビシリーズの『ジェネラル・ホスピタル』とクリント・イーストウッド主演の人気シリーズ『ダーティ・ハリー5』などでプロデビューを果たす。
1991年に製作されたホラーシリーズの第3作目『チャイルド・プレイ3』では成長した後の主人公アンディを演じた。また、ジョン・ウォーターズのブラック・コメディ『シリアル・ママ』やディーン・ケインがクラーク・ケント兼スーパーマンを演じたテレビシリーズ『新スーパーマン』のジミー・オルセン役でも知られている。1994年には、テレビシリーズ『CBS Schoolbreak Special』への出演で、デイタイム・エミー賞も受賞した。

## 私生活
2006年にレイナ・フリンと結婚したが、2009年には離婚が報じられた。

## 出演作品

### 映画
- ダーティハリー5 The Dead Pool (1988)
- 愛に渇いて Denial (1990)
- ブロッサム Blossom (1990) ※テレビ映画版
- パーフェクト・ハーモニー Perfect Harmony (1991)
- チャイルド・プレイ3 Child's Play 3 (1991)
- The Fire Next Time (1993)
- Murder of Innocence (1993) ※テレビ映画
- シリアル・ママ Serial Mom (1994)
- White Wolves II: Legend of the Wild (1995)
- スージーQ Susie Q (1996) ※テレビ映画
- Academy Boyz (1997)
- Miracle at Midnight (1998)
- ファイナル・ウォー For the Cause (2000)
- ダンジョン&ドラゴン Dungeons & Dragons (2000)
- ザ・ヴァイキング Beauty and the Beast (2005)
- Dorm Daze 2 (2006)
- Super Capers: The Origins of Ed and the Missing Bullion (2009)
- The House That Jack Built (2009)
- Off the Ledge (2009)

### テレビドラマ
- ジェネラル・ホスピタル General Hospital (1988)
- CBS Summer Playhouse (1988)
- One of the Boys (1989)
- Charles in Charge (1989)
- Mr. Belvedere (1989)
- 素晴らしき日々 The Wonder Years (1989, 1990)
- ブロッサム Blossom (1990, 1991)
- ヤングライダーズ The Young Riders (1992)
- It Had to Be You (1993)
- CBS Schoolbreak Special (1993)
- 新スーパーマン Lois & Clark: The New Adventures of Superman (1994 - 1997)

## 参照
1. ↑  http://www.filmreference.com/film/3/Justin-Whalin.html
2. ↑  “Justin Whalin Biography”. 2014年6月30日閲覧。
3. ↑  http://www.wowow.co.jp/movie/news/20091104/N0020587.html